# Unione Sportiva Calcio Grumese
L'Unione Sportiva Calcio Grumese, meglio nota come Grumese, è una società calcistica italiana di Grumo Nevano (NA), fondata nel 1962.
Dopo aver militato nelle divisioni regionali, il club debuttò in Serie D nella stagione 1975-76, per poi classificarsi al primo posto nel Campionato Interregionale 1981-82 ed ottenere la promozione in Serie C2, dove disputò due campionati consecutivi nelle stagioni 1982-83 e 1983-84. Formalmente fallita nel 1984, la sua tradizione sportiva fu ereditata per un breve periodo dall'U.S. Silvana Grumese, che partecipò al Campionato Interregionale 1990-91 e si sciolse nel 1991.
I colori sociali del sodalizio sono il rosso e il verde. Disputa gli incontri casalinghi allo Stadio Comunale Pasquale Maisto di Grumo Nevano.

## Storia
La società venne fondata nel 1962 e partecipò a diversi campionati minori regionali fino al 1970. Nel 1970-71 disputò il suo primo campionato di Promozione piazzandosi in terza posizione. Dopo la salvezza agguantata nella stagione successiva, si piazzò ancora terza e poi seconda, mancando la promozione per un punto. Questi ottimi piazzamenti furono il preludio alla promozione in Serie D, conquistata nel 1974-75 con il primo posto raggiunto in campionato a spese degli storici rivali della Frattese, staccati di tre punti nella classifica finale.

I calciatori di Grumese e posano assieme per un'amichevole nella stagione 1974-1975

Nel suo primo campionato di Serie D, la Grumese disputò un campionato positivo piazzandosi in quarta posizione. Nelle stagioni successive la squadra battagliò per salvarsi, ottenendo un quindicesimo e un decimo posto che le consentirono di mantenere la categoria. Dopo il quinto posto conquistato nel 1978-79, la Grumese si piazzò settima, mantenendo comunque un lieve vantaggio sulla zona retrocessione. Dopodiché raggiunse la nona posizione, quando il torneo non previde retrocessioni. Nella stagione 1981-82 i rossoverdi lottarono per il primato in classifica piazzandosi infine in seconda posizione; tuttavia l'Afragolese, prima sul campo, venne penalizzata di 6 punti per illecito sportivo, consentendo alla Grumese di ottenere il primo posto finale e la conseguente storica promozione in Serie C2.
La stagione d'esordio in Serie C2 della Grumese iniziò molto bruscamente, con quattro sconfitte nelle prime quattro giornate. Dopodiché, la squadra riuscì a risollevarsi con diversi pareggi e vittorie che la portarono a chiudere il girone d'andata in ottava posizione; il ritorno fu decisamente più positivo e caratterizzato da molte vittorie che condussero la squadra al sesto posto finale, in coabitazione con la Frattese. Nella stagione seguente la Grumese cominciò negativamente, ottenendo il primo successo solo alla decima giornata e concludendo il girone d'andata nelle retrovie della classifica; nel girone di ritorno la squadra si comportò bene nelle prime giornate, finché non rimase invischiata in un lungo filotto di sconfitte che ne pregiudicarono la salvezza, definitivamente evaporata nell'ultima giornata con il piazzamento in sedicesima posizione. Con la retrocessione nell'Interregionale, la compagine rossoverde si sciolse cedendo il titolo sportivo al Savoia.
Nel 1989 venne fondata la Silvana Grumese che continuò la tradizione sportiva cittadina. La nuova società partì dal campionato di Promozione, dove si piazzò subito in prima posizione ottenendo il salto di categoria nel Campionato Interregionale. Nella stagione seguente il club raggiunse la salvezza con il sesto posto in classifica, ma rinunciò a iscriversi al campionato successivo cedendo il titolo sportivo all'Afragolese. Nel 2020 viene fondata ed iscritta in terza categoria Campania una nuova società denominata A.C.D. Grumese Calcio che, dopo quasi 30 anni di assenza, ne intende riprendere la continuità.

## Allenatori
- 1977-1978  Alfredo Ballarò
- 1978-1979  Elia Greco
- 1980-1981  Carmine Tascone
- 1981-1982  Francesco Lucchetti
- 1982-1983  Primo Ravaglia
 Mario Zurlini
- 1983-1984  Mario Maganotti
 Enrico Crescenzo
- 2024-2025  Christopher Pelliccia

## Palmarès

### Competizioni nazionali
- Campionato Interregionale: 1

1981-1982 (girone H)

### Competizioni regionali
- Promozione: 2

1974-1975 (girone A), 1989-1990 (girone A)

## Statistiche e record

### Partecipazione ai campionati
| Livello | Categoria                 | Partecipazioni | Debutto   | Ultima stagione | Totale |
| ------- | ------------------------- | -------------- | --------- | --------------- | ------ |
| 4º      | Serie D                   | 3              | 1975-1976 | 1977-1978       | 5      |
| 4º      | Serie C2                  | 2              | 1982-1983 | 1983-1984       | 5      |
| 5º      | Serie D                   | 3              | 1978-1979 | 1980-1981       | 5      |
| 5º      | Campionato Interregionale | 2              | 1981-1982 | 1990-1991       | 5      |